# Quatuor à cordes no 5 de Bloch
Pour les articles homonymes, voir Quatuor à cordes no 5.
Le Quatuor à cordes no 5 en ut mineur est composé par Ernest Bloch en 1956 alors qu'il est gravement malade. Son écriture révèle l'attachement profond du compositeur aux grands maîtres de la Musique de la Renaissance. Il a été créé par le Quatuor Griller à l'automne 1956, à Duisbourg, Allemagne et le 30 janvier 1957 au Lexington House à New York. Il porte comme dédicace : « My daughter, Suzanne Bloch - Smith ».

## Structure
Le quatuor comporte quatre mouvements et dure environ 30 minutes.
1. Grave - Allegro
2. Calmo
3. Scherzo: Presto
4. Allegro - Calmo